# Víctor M. Pacheco
Víctor M. Pacheco fue un político peruano. 
Fue elegido diputado suplente por la provincia de Paucartambo en 1895, luego de la Guerra civil de 1894 durante los gobiernos de Manuel Candamo, Nicolás de Piérola y Eduardo López de Romaña en el inicio de la República Aristocrática. En 1907 fue elegido diputado suplente por la provincia de Tayacaja. Paralelamente, desde 1909 fue elegido como senador suplente por el departamento de Huancavelica ejerciendo ese cargo hasta 1918.